# Dwayne Collins
Dwayne Collins (Miami, Florida, 23. travnja 1988. – ?, 16. travnja 2025.) bio je američki košarkaš. Igrao je na poziciji krilnog centra. Izabran je u 2. krugu (60. ukupno) NBA drafta 2010.

## Vanjske poveznice
- Profil na NBA Draft.net
- Profil na ESPN.com